# باشگاه فوتبال بوراتس بانیا لوکا
باشگاه فوتبال بوراتس بانیا لوکا (انگلیسی: FK Borac Banja Luka؛ تلفظ صربی-کرواتی: [bǒ:rat͡s]) یک باشگاه فوتبال در شهر بانیا لوکا، بوسنی و هرزگوین است.
این باشگاه که در سال ۱۹۲۶ تاسیس شده سابقه یک قهرمانی در لیگ برتر فوتبال بوسنی و هرزگوین و یک قهرمانی در جام حذفی فوتبال بوسنی و هرزگوین را در کارنامه دارد.